# Torsten Hothorn
Torsten Hothorn (* 29. August 1975 in Dohna) ist ein deutscher Statistiker.

## Leben
Torsten Hothorn studierte Statistik an der Technischen Universität Dortmund, wo er auch 2003 (extern bei Claus Weihs) promoviert wurde (Gebündelte Klassifikatoren mit einer Anwendung zur Glaukomdiagnose). 2006 habilitierte sich Torsten Hothorn an der Medizinischen Fakultät der Friedrich-Alexander-Universität Erlangen-Nürnberg. Er war von Dezember 2007 Professor für Biostatistik an der Universität München und wechselte im April 2013 zur Universität Zürich.
2022 wurde Hothorn zum Mitglied der Academia Europaea gewählt.

## Wirken
Torsten Hothorns Forschungsschwerpunkte sind die Entwicklung und Anwendung statistischer Verfahren für die Datenanalyse in den Lebenswissenschaften,
insbesondere der Medizin und Ökologie. Methodisch befasst er sich mit Variablenselektion mit Hilfe des so genannten „boosting“, mit nichtparametrischen Klassifikationsverfahren und mit Überlebensdaueranalyse.

## Publikationen (Auswahl)

### Bücher
- mit Brian Everitt: „An Introduction to Applied Multivariate Analysis with R“, 2011
- mit Brian Everitt: „A Handbook of Statistical Analyses using R“, 2014
- mit Frank Bretz und Peter Westfall: „Multiple Comparisons Using R“, 2010